# 路易斯维尔 (科罗拉多州)
路易斯维尔（英語：Louisville，i/ˈluːɪsvɪl/），是美国科罗拉多州博尔德县下属的一座城市。建市于1882年6月3日，面积大约为7.994平方英里（20.703平方公里）。根据2010年美国人口普查，该市有人口18,376人。2011年估计该市有人口18,684人，相比2010年人口增长率为1.68%。同时，论人口该市是科罗拉多州第31大城市。